# Марко Мартин
Марко Мартин (на естонски: Markko Martin) е бивш естонски автомобилен състезател, рали пилот, който се състезава в Световния рали шампионат WRC от 2000 до 2005 година.
Прекратява преждевременно своята обещаваща кариера, след трагичен инцидент при който загива неговият навигатор Майкъл Парк, по време на Рали Великобритания 2005 година.

## Биография
Марко започва своята кариера в СРШ като дубльор на тогавашните пилоти Колин Макрий и Карлос Сайнц, в екипа на Форд. Той прави силно впечатление сред спортната общественост, като пилот на Форд Фокус WRC. Той спечелва Рали Акрополис през 2003 година, както и става само третия пилот в историята на WRC, който прекъсва скандинавската хегемония при победителите в Neste Рали Финландия.